# Dämpferbein
Ein Dämpferbein ist eine bei Radaufhängungen von Kraftfahrzeugen verwendete Einheit aus Stoßdämpfer als Teil der Radführung und Radträger. Der Radträger ist dabei fest mit dem Dämpfergehäuse (-zylinder) verbunden.
Bis auf die Schraubenfeder gleicht das Dämpferbein dem MacPherson-Federbein mit fest verbundenem Radträger. Das Dämpferbein  wird dort angewendet, wo kein Platz für die integrierte Schraubenfeder vorhanden oder von vornherein eine andere Federbauart für die Fahrzeugfederung vorgesehen ist.

## Verwendung
Fiat verwendete Dämpferbeine mit trapezförmigen Querlenkern und quer eingebaute Blattfedern von den 1960er- bis zu den 1980er-Jahren an der Hinterachse frontgetriebener Klein- und Kompaktwagen.
DAF kombinierte an der Vorderachse Dämpferbeine mit radführenden Querblattfedern und später wie Porsche mit Traghebeln und Torsionsstabfedern.
Daimler-Benz verwendete bis Mitte der 1990er-Jahre in einigen Modellreihen (u. a. Baureihe 124, Baureihe 201) vorne Dämpferbeine, wobei sich die Schraubenfeder auf einem Querlenker abstützte.
Der Fiat 130 hat Dämpferbeine an allen vier Rädern. 
In neuerer Zeit (Stand 2010er-Jahre) werden Dämpferbeine an der Vorderachse kleiner Nutzfahrzeuge verwendet.